# Фомин, Иван Васильевич

Мемориальная доска в Лальске

Памятник Фомину И.В. на лальском кладбище

Иван Васильевич Фомин (29 января 1888, Лальск, Вологодская губерния — 15 февраля 1938, Лальск, Архангельская область) — кавалер двух орденов Красного Знамени.

## Биография
Иван Фомин родился 29 января 1888 года в городе Лальске (ныне — Кировская область). С малых лет помогал отцу, перевозчику на переправе, по хозяйству, затем по работе. С отличием окончил церковно-приходскую школу. Позднее отправился на заработки в Архангельск, работал на местных заводах, затем переехал в Вологду, где продолжал работать на заводах. Позднее оказался в Санкт-Петербурге, где устроился на работу литейщиком Балтийского судоремонтного завода. В 1911 году Фомин был призван на службу в царскую армию, за три последующих года дослужился до звания старшего унтер-офицера.
С самого начала Первой мировой войны Фомин был направлен в действующую армию, служил в разведывательных подразделениях. За боевые отличия был награждён двумя Георгиевскими крестами. В боях два раза был ранен, после чего был признан негодным для дальнейшего продолжения службы и комиссован. Вернулся в родной город.
После Октябрьской революции Фомин добровольно пошёл на службу в Рабоче-крестьянскую Красную Армию. Меньше чем за год он стал командиром батальона, а с весны 1919 года уже командовал 254-м Волынским полком 290-й стрелковой дивизии. В дальнейшем он командовал Камским полком. В должности командира 14-й бригады Фомин участвовал в советско-польской войне. В дальнейшем активно участвовал в подавлении антисоветских выступлений в Сибири. За боевые отличился Фомин два раза был награждён орденом Красного Знамени (оба в 1921 году).
После окончания войны Фомин окончил двухгодичные курсы старшего командного состава и продолжил службу в Рабоче-крестьянской Красной Армии. В 1928 году был награждён золотыми именными часами. Служил в Средней Азии, принимал активное участие в боях с басмаческими бандформированиями. С 1930-х годов служил в Нижнем Новгороде, был помощником командира 17-й стрелковой дивизии (командир — будущий Маршал Советского Союза Иван Степанович Конев). В 1933 году Фомин ушёл с военной службы по болезни.
Вернулся в Лальск. Занимался общественной деятельностью. Умер 15 февраля 1937 года, похоронен на лальском кладбище, шестая могила в первом ряду слева от главного входа.
В память о Фомине на доме, где он жил в Лальске, установлена мемориальная доска.
Награждён двумя орденами Красного Знамени (5.01.1921, 21.12.1921).